# 방글라데시의 교통

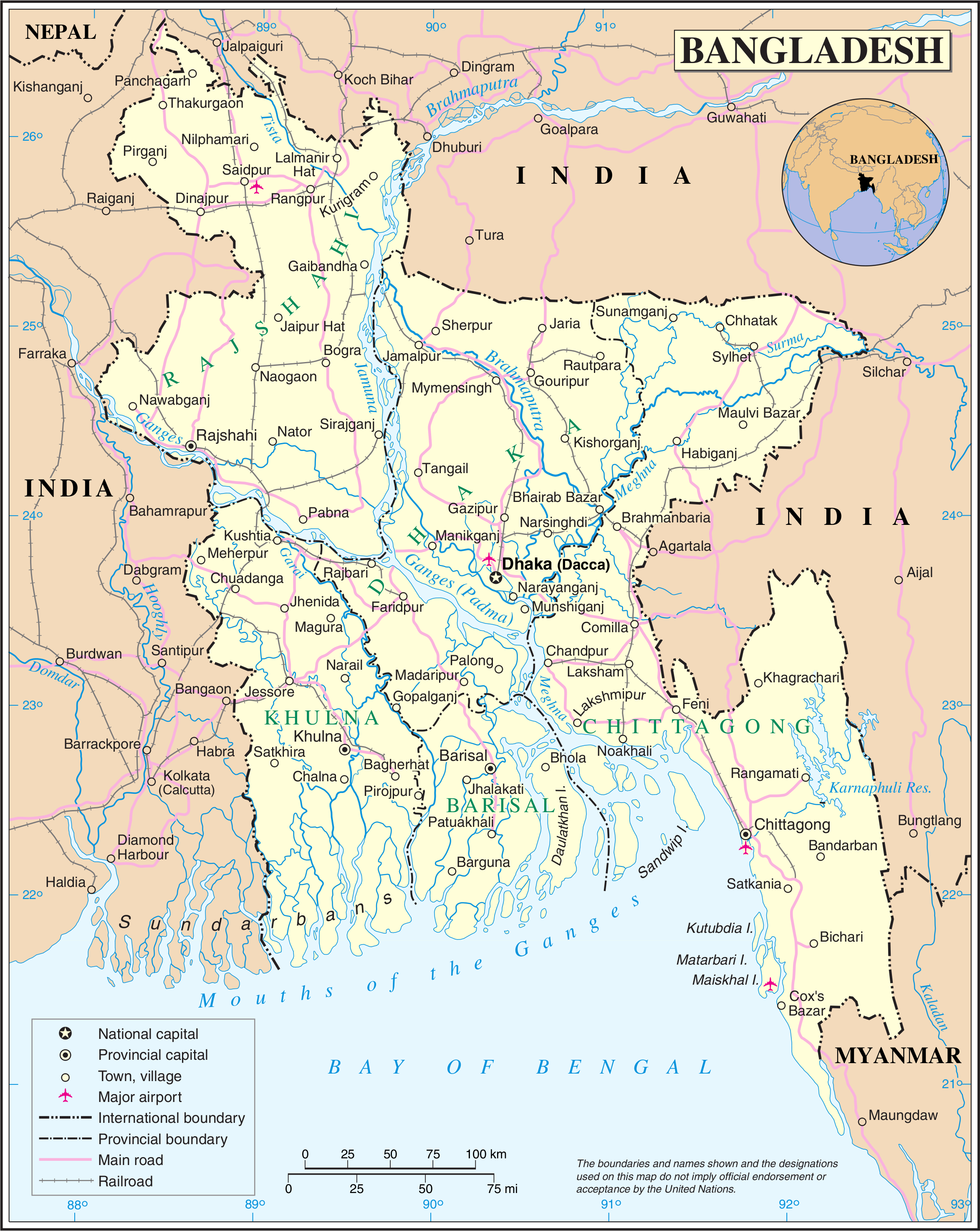
방글라데시의 교통 지도

교통은 방글라데시의 경제의 중요한 부분을 차지한다.
중요 교통로는 수도이며 약 7,240km 정도에 이른다. 도시와 도시를 이어주는데 여객선과 화물선이 정기적으로 다닌다. 육상교통은 덜 발달된 상태로 철도는 약 2,900km이다. 대중교통수단으로 릭샤가 있고 오토바이를 개조해 만든 2인용 베이비택시와 10인용 템포는 공해의 주범이다. 디카에 국제공항이 있다. 주요도시는 치타공, 다카, 찰나포트, 찬드푸르, 바리살 등이 있다.

## 파이프라인
2013년, 방글라데시는 약 2,950 킬로미터의 천연가스 파이프라인을 구축해 놓은 상황이다.